# 16119 Bronner
A 16119 Bronner (ideiglenes jelöléssel 1999 XS60) a Naprendszer kisbolygóövében található aszteroida. A LINEAR projekt keretében fedezték fel 1999. december 7-én.